# Semois
O Semois (Simwès em valão; Semoy, Sesbach em alemão; e conhecido como Semoy na França) é um rio que flui dos planaltos das Ardenas da Bélgica e França para o rio Mosa, do qual é um afluente da margem direita.
A fonte do Semois está localizada em Arlon, na província belga de Luxemburgo, próximo da fronteira com o Grão-Ducado de Luxemburgo. Fluindo na direção oeste, o rio adentra a França após passar pela localidade belga de Bohan-sur-Semois e se junta ao Mosa cerca de 10 km adiante, em Monthermé. A extensão total do rio é de 210 km.
Outros locais às margens do Semois são Chiny, Florenville, Herbeumont, Bouillon (incluindo as localidades de Dohan e Poupehan) e Vresse-sur-Semois (todas na Bélgica).
A mais antiga documentação do nome, como SESMARA, é datada do século II d.C., antes da região ser influenciada for significativa imigração germânica. Formas medievais incluem Sesomirs (664), Sesmarus (950), Sesmoys (1104) e Semoir (1244).
O rio deu seu nome a uma variedade de tabaco cultivado na região.

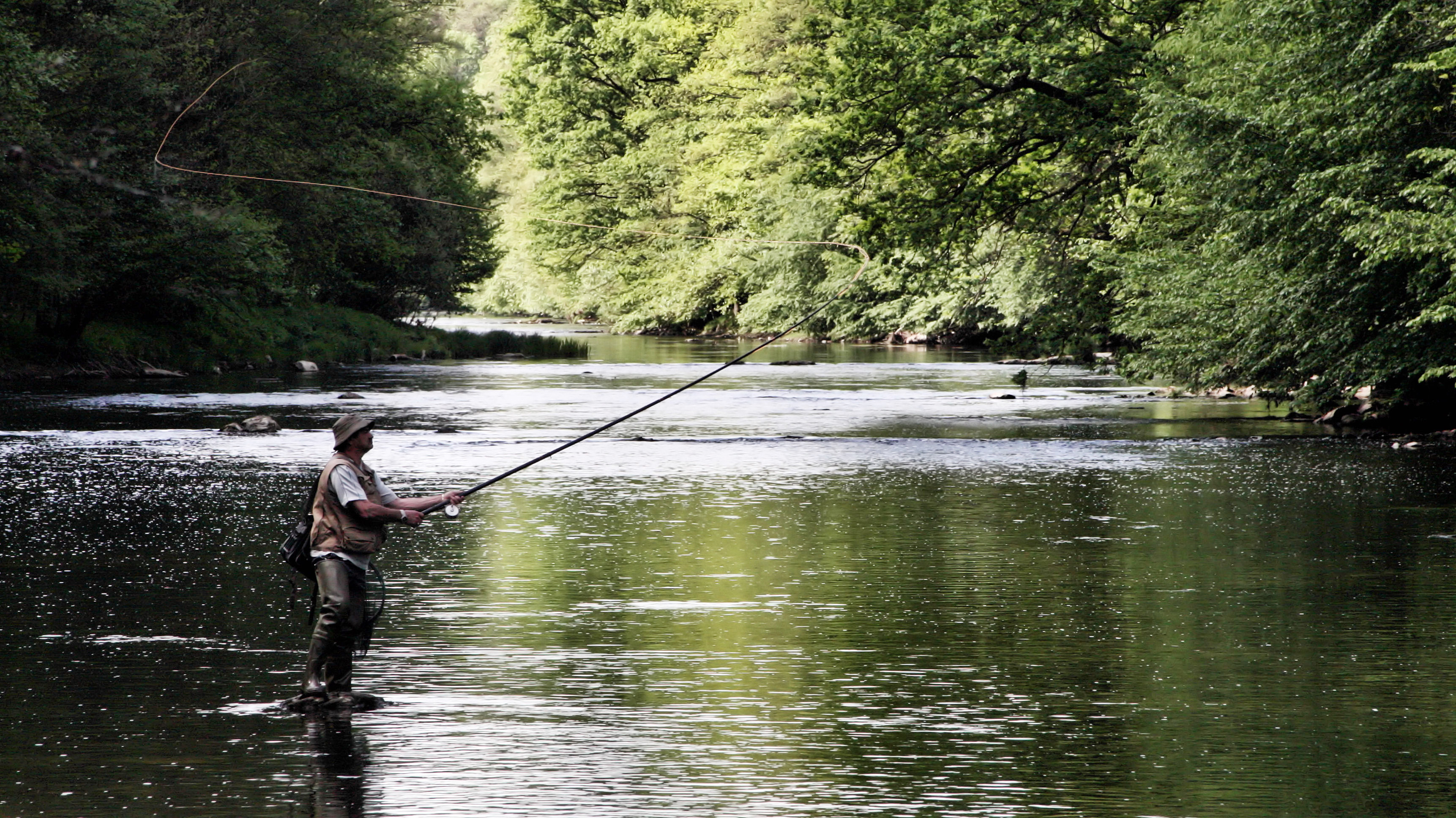
O rio Semois próximo a Florenville